# Polynemidae

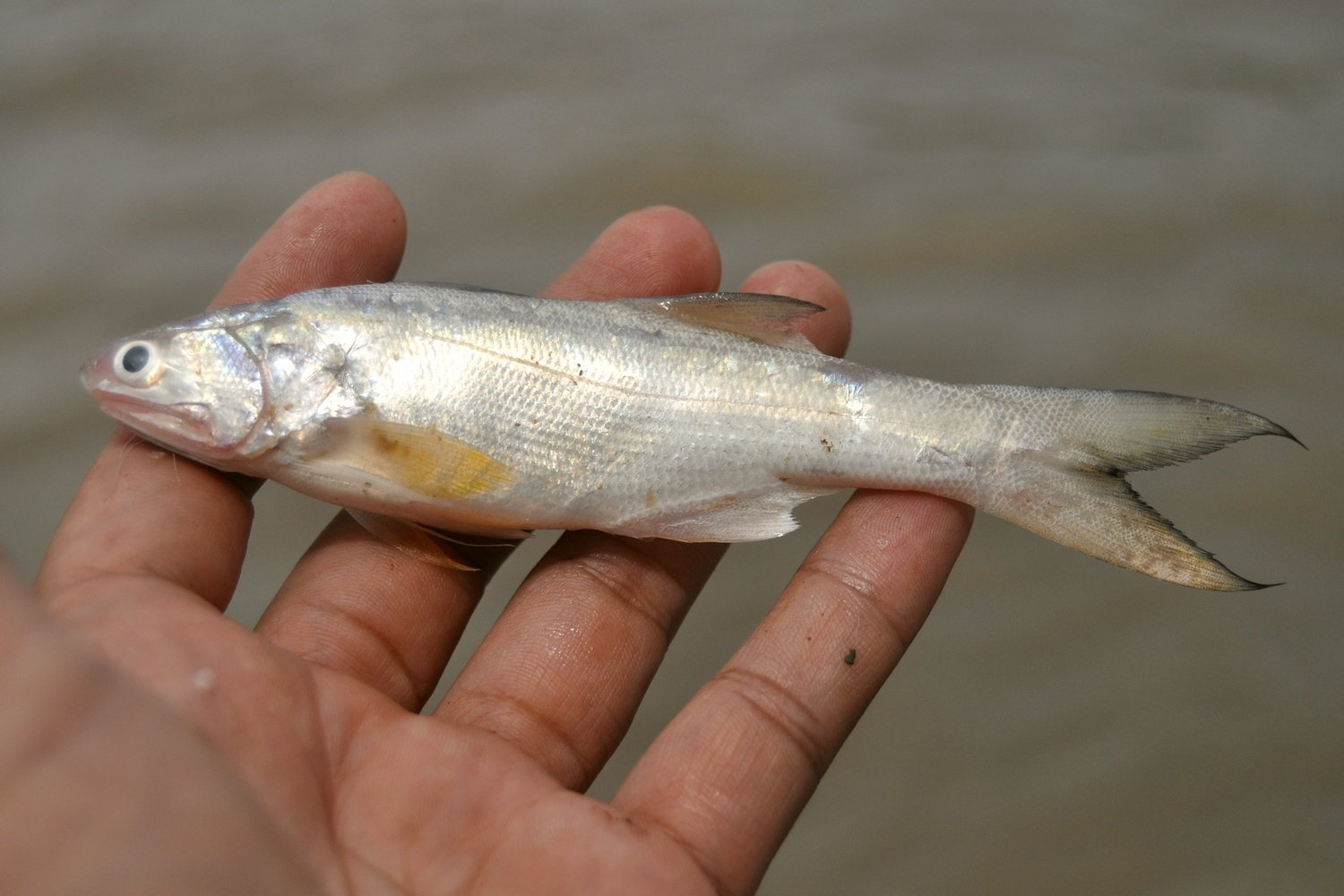
Eleutheronema tetradactylum

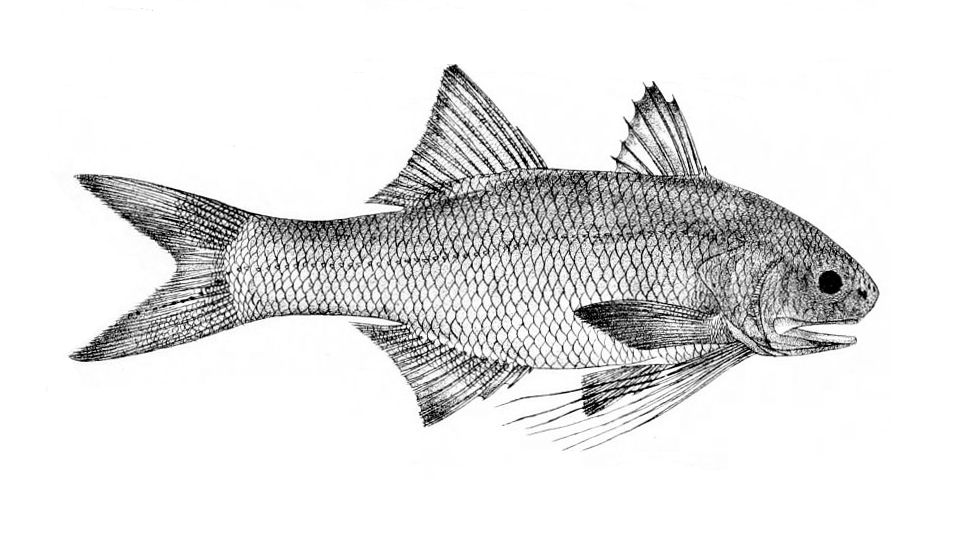
Filimanus heptadactyla

I Polynemidae sono una famiglia di pesci ossei d'acqua marina, salmastra e dolce dell'ordine Perciformes.

## Distribuzione e habitat
La famiglia è diffusa in tutti i mari e gli oceani tropicali e subtropicali; poche specie vivono in acqua dolce, principalmente in Asia meridionale. Non sono presenti nel mar Mediterraneo. Popolano fondali sabbiosi e fangosi. Poche specie si trovano nei pressi delle barriere coralline.

## Descrizione
I membri di questa famiglia hanno un aspetto caratteristico a causa della bocca piuttosto ampia, quasi orizzontale e posta nella parte inferiore della testa. Le pinne pettorali sono divise in due parti separate, la superiore è normale, l'inferiore invece è formata da 3-15 raggi liberi con funzioni sensoriali. Le pinne dorsali sono due, piuttosto distanziate: la prima ha raggi spinosi, la posteriore molli. La pinna caudale è profondamente forcuta. Le pinne ventrali sono inserite piuttosto indietro, a livello subaddominale.
Molte specie sono di piccole dimensioni ma Eleutheronema tetradactylum raggiunge 200 cm di lunghezza.

## Biologia

### Alimentazione
Si nutrono di invertebrati del benthos dei fondali mobili su cui vivono.

### Riproduzione
Si crede che abbiano uova e larve pelagiche.

## Pesca
Sono commestibili.

## Specie
- Genere Eleutheronema
  - Eleutheronema rhadinum
  - Eleutheronema tetradactylum
  - Eleutheronema tridactylum
- Genere Filimanus
  - Filimanus heptadactyla
  - Filimanus hexanema
  - Filimanus perplexa
  - Filimanus sealei
  - Filimanus similis
  - Filimanus xanthonema
- Genere Galeoides
  - Galeoides decadactylus
- Genere Leptomelanosoma
  - Leptomelanosoma indicum
- Genere Parapolynemus
  - Parapolynemus verekeri
- Genere Pentanemus
  - Pentanemus quinquarius
- Genere Polydactylus
  - Polydactylus approximans
  - Polydactylus bifurcus
  - Polydactylus longipes
  - Polydactylus luparensis
  - Polydactylus macrochir
  - Polydactylus macrophthalmus
  - Polydactylus malagasyensis
  - Polydactylus microstomus
  - Polydactylus mullani
  - Polydactylus multiradiatus
  - Polydactylus nigripinnis
  - Polydactylus octonemus
  - Polydactylus oligodon
  - Polydactylus opercularis
  - Polydactylus persicus
  - Polydactylus plebeius
  - Polydactylus quadrifilis
  - Polydactylus sexfilis
  - Polydactylus sextarius
  - Polydactylus siamensis
  - Polydactylus virginicus
- Genere Polynemus
  - Polynemus aquilonaris
  - Polynemus bidentatus
  - Polynemus dubius
  - Polynemus hornadayi
  - Polynemus kapuasensis
  - Polynemus melanochir
    - Polynemus melanochir dulcis
    - Polynemus melanochir melanochir

  - Polynemus multifilis
  - Polynemus paradiseus[2]